# Hoya inconspicua
Hoya inconspicua ist eine Pflanzenart der Gattung der Wachsblumen (Hoya) aus der Unterfamilie der Seidenpflanzengewächse (Asclepiadoideae).

## Merkmale

### Vegetative Merkmale
Die Art ist eine epiphytisch wachsende, kletternde Schlingpflanze, die sich mit Adventivwurzeln am Untergrund verankert. Die Adventivwurzeln bilden sich in den Internodien, direkt unterhalb der Knoten aus. Die fadenförmigen Sprossachsen haben einen Durchmesser von 1,5 bis 3 mm (bis 4 mm), sind hell grün und nur spärlich flaumig behaart. Die Internodien sind 3 bis 8 cm, in Ausnahmefällen bis 10 cm lang. Die fleischigen (bis ledrigen) Blattspreiten sind sehr variabel in der Form; von eiförmig bis schmal-lanzettlich. Die Basis läuft keilförmig bis zugespitzt aus, das äußere Ende ist zugespitzt. Sie messen 2,5 bis 10 cm in der Länge und 1 bis 2,5 cm (1,5 bis 3 cm) in der Breite. Die glänzend grünen Blattspreiten sind plan, glatt, und kahl oder flaumig behaart. Die fiederförmige Blattnervatur ist unscheinbar. Die drehrunden, dunkelgrünen Blattstiele sind 3 bis 8 mm lang und haben einen Durchmesser von 1,5 bis 2 mm. Sie sind spärlich flaumig behaart. Die basalen Colleter sind kurz und liegen der Oberfläche in einer kleinen konkaven Vertiefung dicht an.

### Generative Merkmale
Die hängenden Blütenstände sind doldenförmig mit bis zu 30 (bis 20) Einzelblüten und weisen eine flache oder leicht konvexe Blütenoberfläche. Die Blütenstandsstiele wachsen positiv geotrop, sind 3 bis 10 cm (bis 7 cm) lang und nur wenig flaumig behaart. Die Rhachis wird bis zu 2 cm lang. Die zugespitzten, blassrosa Kelchblätter messen 1 × 1 mm, und sind außen fein behaart. Die Blütenkronen sitzen auf 1 bis 2,5 cm langen und bis 1 mm langen, kahlen Stielen, die in der Mitte des doldenförmigen Blütenstandes kurz und gerade sind, am Rand sehr viel länger und stark gekrümmt sind. Die Kronblattzipfel sind stark aufgerollt, die Blütenform ist knopfartig. Die Blütenkrone hat mit aufgerollten Zipfeln einen Durchmesser von 7 bis 8 Millimetern, bzw. wenn die Zipfel flach ausgebreitet werden, von 10 bis 12 Millimetern. Die Blütenkrone ist gelb-rosa bis rotbraun. Die Kronblattzipfel sind dreieckig (eiförmig) mit umgebogenen Rändern, 3,5 bis 4,5 mm lang und an der Basis 2,7 bis 3,2 mm breit. Das äußere Ende läuft schmal aus. Die Außenseiten der Zipfel sind kahl, die Innenseite überwiegend flaumig behaart, und zu den Spitzen hin kahl werdend. Die Haare sind etwa 0,5 mm lang. Die hellrosa bis dunkelpurpurfarbene Nebenkrone ist 2,5 mm hoch und 5 bis 7 mm breit. Die auf der Oberseite abgeflachten staminalen Zipfel messen in der Länge 3 bis 3,5 Millimeter und in der Breite 1 bis 1,4 Millimeter. Der äußere Fortsatz ist am äußeren Ende mittig keilförmig gespalten, der innere Fortsatz pfriemlich und so hoch wie die Staubblätter. Die Pollinien sind länglich, ca. 350 bis 450 μm lang und 110 bis 180 μm. Die ausgezogenen Ränder („Flügel“) sind durchsichtig. Das Corpusculum (auch Retinaculum genannt) ist länglich 120–130 × 60–90 μm. Die Caudiculae sind breit-spatelförmig mit breiten Flügeln und messen 0,16 × 0,13 mm. Die Blüten produzieren viel Nektar, der wie Honig schmecken soll. Die spindeligen, kahlen Früchten sind bis 10 cm lang bei einem Durchmesser von nur etwa 6 Millimetern.

## Geographische Verbreitung und Ökologie
Die Art kommt in Neuguinea, auf den Salomonen, in Australien (Queensland) und auf Vanuatu vor. Die epiphytischen, oder auch lithophytischen, kletternden Schlinger wachsen im Tiefland, gewöhnlich entlang der Küsten. Durch den üppig produzierten Nektar werden Schmetterlinge angelockt, die den Nektar trinken. Allerdings wurde nicht beobachtet, ob sie auch die Bestäuber sind.

## Taxonomie
Hoya inconspicua wurde von William Botting Hemsley im Bulletin of miscellaneous information Royal Botanic Gardens, Kew 1894, S. 213 publiziert. Der Holotyp wurde von Henry Brougham Guppy auf den Salomonen gesammelt. Die genaue Lokalität ist nicht bekannt. Als Synonyme werden behandelt:
- Hoya dodecatheiflora Fosberg,[4] Salomonen, Santa-Cruz-Inseln Vanikoro, Tevia Bay (auf Bäumen wachsend), gesammelt am 6. Mai 1933 von der Templeton Crocker-Expedition. Der Holotyp befindet sich im Herbarium des Bernice P. Bishop Museum in Honolulu, Oʻahu, Hawaii.
- Hoya litoralis Schltr.[5], Papua-Neuguinea, Madang Province (gesammelt am 16. Oktober 1901 von Rudolf Schlechter), „Auf Bäumen am Strande von Potsdam Hafen“ (heute Monumbo). Ein Lectotyp (Schlechter 13675) wurde erst von Rodda & Simonsson (2013) bestimmt; er befindet sich im Herbarium des Botanischen Gartens, Berlin.

Hoya inconspicua wurde von Forster & Liddle (1992) als Synonym von Hoya revoluta behandelt.

## Belege